# Lorysa czarnodzioba
Lorysa czarnodzioba (Glossoptilus goldiei) – gatunek średniej wielkości ptaka z rodziny papug wschodnich (Psittaculidae). Jedyny przedstawiciel rodzaju Glossoptilus. Jest endemitem Nowej Gwinei. Nie jest zagrożony wyginięciem. Są spotykane w niewoli jako zwierzęta domowe.

## Taksonomia
Gatunek ten opisał angielski zoolog Richard Bowdler Sharpe w 1882 roku jako Trichoglossus goldiei. Jako miejsce typowe autor wskazał pasmo górskie Astrolabe w południowo-wschodniej części Nowej Gwinei. Gatunek był później umieszczany w rodzaju Psitteuteles (i niektórzy nadal tak go klasyfikują), lecz na podstawie wyników badań opublikowanych w 2020 roku został przemieszczony do monotypowego rodzaju Glossoptilus, wprowadzonego przez Rothschilda i Harterta w 1896 roku. Nie wyróżnia się żadnych podgatunków.

### Etymologia
Nazwa rodzajowa Glossoptilus prawdopodobnie powstała poprzez błędne zapisanie nazwy rodzaju Glossopsitta, do którego zalicza się lorysę piżmową (G. concinna). Nazwa ta jest jednak spójna z Międzynarodowym kodeksem nomenklatury zoologicznej, dlatego uważa się ją za prawidłową. Nazwa gatunkowa goldiei pochodzi od szkockiego ornitologa i botanika Andrew Goldiego (1840–1891), który pozyskiwał okazy na Nowej Gwinei i dostarczył do Wielkiej Brytanii okazy typowe tego gatunku.

## Zasięg występowania
Lorysy czarnodziobe zamieszkują wyżyny i góry Nowej Gwinei od Weyland Mountains w zachodniej części wyspy po półwysep Huon i południowo-wschodnią część wyspy. Bywają też spotykane niżej, aż do poziomu morza.

## Morfologia
Ptaki te mierzą około 19 cm długości oraz ważą 45–57 g. Skrzydła i grzbiet są zielone, brzuch, pierś i szyja są jasnozielone przepasane przez ciemnozielony. Wierzch głowy jest czerwony, bardziej intensywny u samców. Potylica jest niebieska, a policzki lilioworóżowe. Dziób jest czarny, oczy brązowe. Młode osobniki mają zielony wierzch głowy, szaroniebieską potylicę, a policzki są zielone z rozmytym niebieskim i różowym. Dziób mają brązowy.

## Ekologia i zachowanie
Lorysy czarnodziobe zamieszkują leśne obszary do 2800 m n.p.m. Żyją w stadach składających się z 30 lub więcej osobników. Stada codziennie przelatują duże dystansy pomiędzy miejscami żerowania a spoczynku. Zaobserwowano także sezonowe przemieszczenia.

### Pożywienie
Lorysy żywią się nektarem, kwiatami, owocami, pyłkami i nasionami. Żywią się na takich drzewach jak mala (Elaeocarpus), Poikilospermum, eukaliptus (Eucalyptus), Grevillea i Dimorphanthera.

### Rozmnażanie
Sezon lęgowy tego gatunku trwa od września do października. Gniazdują w pandanach (Pandanus), na obrzeżach lasów. Samica składa 2 jaja, które wysiaduje przez 23 dni. Po ośmiu tygodniach opuszczają gniazdo.

## Status zagrożenia i ochrona
Międzynarodowa Unia Ochrony Przyrody (IUCN) klasyfikuje lorysę czarnodziobą za gatunek najmniejszej troski (LC – Least Concern). Organizacja BirdLife International uznaje trend liczebności populacji za malejący z powodu utraty środowiska. Gatunek jest ujęty w II załączniku konwencji waszyngtońskiej (CITES).